# N5 (Zuid-Afrika)
De N5 is een nationale weg in Zuid-Afrika. De weg loopt van Winburg naar Harrismith.